# Puente Internacional Portal a las Américas

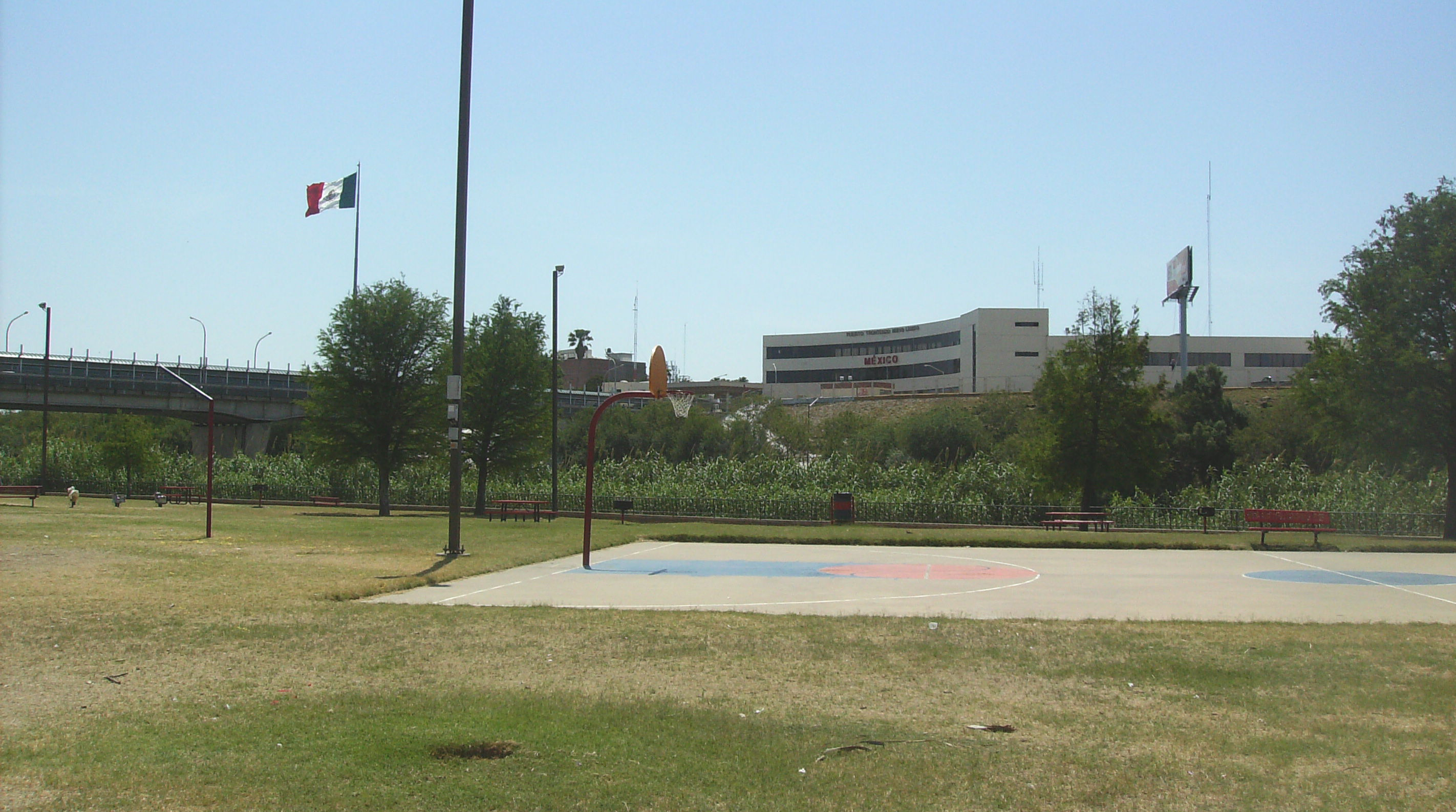
Vista del Puente Internacional Portal a las Américas lado Mexicano.

El Puente Internacional Portal a las Américas es uno de cuatro puentes internacionales de vehículos situados en la frontera entre Estados Unidos y México en la ciudad de Laredo, Texas. El puente conecta a Laredo con Nuevo Laredo, Tamaulipas. Es operado por la ciudad de Laredo y la Secretaría de Comunicaciones y Transportes de México. También se conoce como puente internacional 1 en Laredo y Nuevo Laredo. Hay cuatro carriles para el tráfico no comercial y peatones.

## Localización
Este puente está situado en el distrito histórico San Agustín en Laredo, Texas en el área centro. Se encuentra en los términos norteños de la Carretera Federal Mexicana 85 en Nuevo Laredo, Tamaulipas.
Opera las 24 horas al día. Desde abril de 2016 hasta octubre de 2017, el tráfico vehicular de sur a norte estará cerrado por los trabajos de modernización de la garita angloamericana solo tráfico de norte a sur seguirá circulando con normalidad. El tráfico de peatones y bicicletas en ambos sentidos no se verá afectado durante los trabajos de renovación.

## Historia

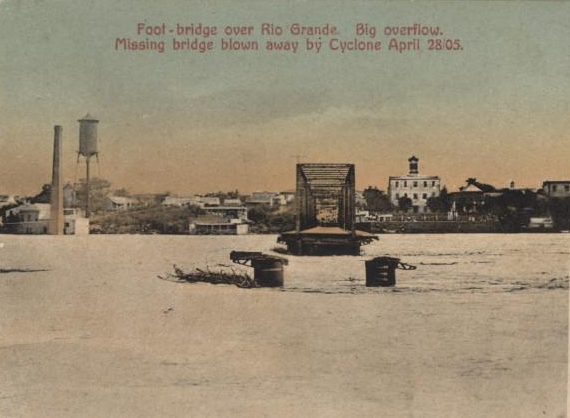
El puente internacional original del pie de Laredo destruido en 1905.

El puente internacional original del pie de Laredo fue construido en el 1880 pero destruido en el 28 de abril de 1905 por a inundación causada por a huracán. Fue reparado pero destruido totalmente por otra inundación en el 3 de septiembre de 1932. La ciudad de Laredo y el gobierno mexicano reconstruyen el puente para acomodar los vehículos en 1933, pero fue destruido por otra inundación en 1954. El puente actual fue construido en 1954 ha pasado a través de inundaciones pero no ha sido dañado. Antes los restos del puente de 1933 podían ser vistos al cruzar el puente a pie en el lado oeste, pero por acuerdo de ambas ciudades decidieron retirarlos para evitar entorpecer la afluente del río y conservar limpio el mismo. Desde 2018, todos los vehículos que cruzan de México a EE. UU. a través de este puente, ahora son solo para titulares de SENTRI.